# Sabeloryx
Sabeloryxen eller oryxantilopen (Oryx dammah) er et dyr i underfamilien hesteantiloper af skedehornede pattedyr. Den er tidligere blevet kaldt sabelantilope ligesom den sorte hesteantilope. Sabeloryxen var uddød i vild tilstand efter tidligere at have levet naturligt over hele Nordafrika. Dog er der med held de seneste år gennemført genudsætninger, blandt andet med hjælp fra Aalborg Zoo. Den spiralhornede antilope har en skulderhøjde på lidt over 1 meter. Hannerne vejer 140-210 kg, mens hunnerne vejer 90-140 kg. Pelsen er hvid med et rødbrunt brystparti og sorte markeringer på forhovedet og ned langs snudepartiet. Kalvene fødes med en gullig pels, og de tydelige kontrastmærker mangler i begyndelsen. Pelsfarven ændrer sig til den voksnes farve i 3-12 måneders alderen.
Sabeloryxerne holder sammen i flokke på op til 70 dyr af begge køn, normalt under ledelse af hannerne. Mens de stadig fandtes i vild tilstand, levede de i egentlige ørkener og ørkenlignende landskaber, og de er tilpasset livet i ekstrem varme på den måde, at de har et effektivt kølesystem samt begrænset behov for vand. De lever af blade, græs, sukkulenter og forskellige andre plantedele, som de i vild form indtog om natten og tidligt på morgenen. Fødselsperioden ligger primært mellem marts og oktober, hvor der efter en drægtighedsperiode på 8-9 måneder fødes én kalv.
Efter at have været talrigt forekommende i Nordafrika begyndte antallet af sabeloryxer at falde som følge af først klimaforandringer, senere intensiv jagt på grund af hornene og skindet. I nutiden opdrættes de i særlige reservater i Tunesien, Marokko og Senegal. I det gamle Egypten blev sabeloryxen holdt som husdyr, hvor den menes at være blevet anvendt til føde og som offergaver til guderne. Også velhavende borgere i Romerriget holdt den som husdyr. I middelalderen tog anvendelsen af dyrets skind for alvor fat, og dette blev en værdifuld vare. Der er teorier om, at myterne om enhjørningen i virkeligheden drejer sig om sabeloryxer, som havde brækket et horn.